# Sanhadja (Haut Atlas)
 (avril 2025).
Motif : En attendant des sources secondaires centrées.
- Archive Wikiwix
- Bing
- Cairn
- DuckDuckGo
- E. Universalis
- Gallica
- Google
- G. Books
- G. News
- G. Scholar
- Persée
- Qwant
- (zh) Baidu
- (ru) Yandex
- (wd) trouver des œuvres sur Wikidata

| 1. | Préciser le motif de la pose du bandeau. | Précisez le motif de la pose du bandeau en utilisant la syntaxe suivante : {{admissibilité à vérifier\|date=avril 2025\|motif=remplacez ce texte par le motif}}                            |
| 2. | Informer les utilisateurs concernés.     | Pensez à avertir le créateur de l'article, par exemple, en insérant le code ci-dessous sur sa page de discussion : {{subst:avertissement admissibilité à vérifier\|Sanhadja (Haut Atlas)}} |

Les Sanhadja du Haut Atlas sont une ancienne confédération tribale berbère du Moyen Âge. C'étaient des montagnards d'origine sanhadjienne. Ils occupaient tout le territoire atlasique à l'est des Haskoura, dans le Haut Atlas marocain (Deren), probablement jusqu'au Tafilalet et la vallée du Ziz.
Ils faisaient partie des « tribus almohades » fondatrices du mouvement, avec les Hargha, Ahl Tinmel, Hintata, Gadmiwa, Ganfisa, Haskoura et Ahl Qabail.
Les Sanhadja du Deren comptaient deux grands groupes, les In Gafû essentiellement représenté dans les Sanhadja Umalu (Sanhadja du Nord), ceux du nord, et celui des Settat, aussi présents parmi les Sanhadja Umalu, mais qui regroupaient sous leur seul nom, tous les Sanhadja esh Shems (Sanhadja du Sud).

## Histoire
Les Sanhadja participent notamment à la prise de Marrakech par les Almohades en 1147. Selon l'ouvrage historique d'Al-Baydaq, après avoir ordonné la fabrication d'échelles pour les adosser aux remparts de la ville, Abd al-Mumin les partagea entre les différentes tribus. Pour l'assaut final, les Hintata et Ahl Tinmel entrent dans la ville du côté de Bab Doukkala, les Sanhadja et Abid Makhzen pénètrent du côté de Bab-al-Dabbagin, puis enfin les Haskoura et Ahl Qabail du côté de Bab Yintan. 
Le 8 mai 1190, des contingents Sanhadja et Haskoura du Haut Atlas participent au siège de Silves, ville occupée par les Portugais. Le sayyid Yaqub ben Abou Hafs, gouverneur de Séville, échoue à s'emparer de la ville.

## Sources

### Sources bibliographiques
1. ↑  Archives berbères 1930, p. 88
2. ↑  Cressier 2006, p. 83

#### Francophone
- Institut des Hautes Etudes Marocaines, Hespéris : Archives berbères et bulletin de l'Institut des Hautes Etudes Marocaines, 1930 (lire en ligne)
- Patrice Cressier, La maîtrise de l'eau en al-Andalus : paysages, pratiques et techniques, Casa de Velazquez, 2006, 345 p. (lire en ligne)